# Drummond (Oklahoma)
Drummond és un poble dels Estats Units a l'estat d'Oklahoma. Segons el cens del 2000 tenia 405 habitants.

## Demografia
Segons el cens del 2000, Drummond tenia 405 habitants, 153 habitatges, i 121 famílies. La densitat de població era de 679,9 habitants per km².
Dels 153 habitatges en un 40,5% hi vivien nens de menys de 18 anys, en un 60,1% hi vivien parelles casades, en un 13,1% dones solteres, i en un 20,9% no eren unitats familiars. En el 18,3% dels habitatges hi vivien persones soles el 9,2% de les quals corresponia a persones de 65 anys o més que vivien soles. El nombre mitjà de persones vivint en cada habitatge era de 2,65 i el nombre mitjà de persones que vivien en cada família era de 2,94.
Per edats la població es repartia de la següent manera: un 30,6% tenia menys de 18 anys, un 7,7% entre 18 i 24, un 29,6% entre 25 i 44, un 22% de 45 a 60 i un 10,1% 65 anys o més.
L'edat mediana era de 34 anys. Per cada 100 dones de 18 o més anys hi havia 99,3 homes.
La renda mediana per habitatge era de 37.188 $ i la renda mediana per família de 45.313 $. Els homes tenien una renda mediana de 28.594 $ mentre que les dones 19.750 $. La renda per capita de la població era de 14.733 $. Entorn del 8,5% de les famílies i el 13,8% de la població estaven per davall del llindar de pobresa.

## Poblacions més properes
El següent diagrama mostra les poblacions més properes.